# Dotto pancreatico
Il sistema duttale pancreatico (lat. ductus pancreaticus) è l'insieme dei canalicoli escretori dei succhi alcalini prodotti dal pancreas esocrino.
Tali succhi sono fondamentali nella digestione degli alimenti. Vengono riversati in dotti via via più grandi, fino al dotto pancreatico principale o dotto del Wirsung (da Johann Georg Wirsung).
Esiste poi un dotto minore, detto dotto del Santorini (o dotto pancreatico accessorio), che può essere funzionante o meno, e che sbocca indipendentemente a livello duodenale, con una papilla situata superiormente rispetto allo sfintere di Oddi.

## Wirsung
Percorre tutta la ghiandola, aumentando di calibro in prossimità del duodeno, dove ha un diametro di circa 3mm. Nel suo percorso è raggiunto da numerosi collaterali.

Nel tratto terminale si affianca al coledoco, col quale può riunirsi a breve distanza dallo sbocco, ma numerose sono le varianti anatomiche:
- unico sfintere, unica papilla, unico dotto (ampolla epatopancreatica)
- unico sfintere, unica papilla, unico dotto sepimentato
- unico sfintere, unica papilla, due dotti (ampolla bipartita)
- unico sfintere, due papille (papilla bipartita)
- doppio sfintere.

La papilla e l'ampolla son dette del Vater, dal nome dell'anatomista tedesco Abraham Vater (1684-1751), ma anche del Santorini dal nome dell'anatomista italiano Giovanni Domenico Santorini (1681-1737) che per primo le descrisse.
Lo sfintere è invece chiamato sfintere di Oddi o del Glisson, dai nomi dell'anatomista e chirurgo italiano Ruggero Oddi (1864-1913) e del britannico Francis Glisson (1597-1677).

## Santorini
Il Santorini è la vestigia embrionale del pancreas primitivo e, come tale, può non essere funzionante. Se anatomicamente è funzionalmente pervio, drena la parte posteriore della testa del pancreas.
Si apre nel duodeno circa 2-3 cm al di sopra del dotto principale, nella papilla detta "minore", anch'essa descritta per primo dal Santorini.

Tale papilla non possiede sfintere, e per tal motivo, se l'ostio è stenotico, è correlato a pancreatiti.

## Embriologia
Il pancreas maturo nasce dalla fusione di due abbozzi ghiandolari embrionari, chiamati pancreas ventrale e pancreas dorsale dalla loro posizione rispetto al duodeno primitivo.
Il pancreas ventrale nasce dall'abbozzo epato-biliare e successivamente ruota verso destra per poi fondersi col pancreas dorsale. I rispettivi dotti si fondono all'altezza del terzo medio del dotto dorsale, venendo così a formarsi il dotto maturo principale (90% dei casi), o Wirsung, costituito dai due terzi distali del dotto dorsale e dal dotto ventrale.
Il terzo prossimale del dotto principale dorsale regredisce nel 66% dei casi, ma può permanere anatomicamente e/o funzionalmente pervio nel 33% dei casi. Se funzionante, drena la porzione dorsale della testa del pancreas maturo. Nel 74% dei casi il Santorini corrisponde al terzo prossimale del dotto primitivo dorsale ("Santorini lungo"), ma nei restanti casi è il risultato della fusione di ramificazioni collaterali dei due abbozzi ghiandolari, risultando significativamente più corto ("Santorini corto") e funzionalmente ininfluente. In questi casi il terzo prossimale del dotto primitivo dorsale regredisce.
Nel 3-14% dei casi i dotti dei due abbozzi pancreatici non si fondono, configurandosi la situazione conosciuta come pancreas divisum: il dotto pancreatico ventrale drenerà nella papilla major, assieme al coledoco, mentre il dotto pancreatico dorsale drenerà indipendentemente nella papilla minor. È errato in questi casi parlare di Wirsung e di Santorini, essendo due compagini del pancreas maturo.
Nel pancreas divisum, rispetto alla semplice pervietà funzionale del Santorini, vi è un aumentato rischio di pancreatiti.